# Dzsibuti a 2004. évi nyári olimpiai játékokon
Dzsibuti a görögországi Athénban megrendezett 2004. évi nyári olimpiai játékok egyik részt vevő nemzete volt. Az országot az olimpián 1 sportágban 2 sportoló képviselte, akik érmet nem szereztek.

## Atlétika
Nem indultak
- Ahmed Mohamed Abdillahi
- Zeinab Mohamed Khaireh